# Pseudamycla
Pseudamycla is een geslacht van weekdieren uit de klasse van de Gastropoda (slakken).

## Soorten
- Pseudamycla dermestoidea (Lamarck, 1822)
- Pseudamycla formosa (Gaskoin, 1852)
- Pseudamycla miltostoma (Tenison-Woods, 1877)